# Polisportiva Manlio Cavagnaro 1939-1940
Questa voce raccoglie le informazioni riguardanti la Polisportiva Manlio Cavagnaro nelle competizioni ufficiali della stagione 1939-1940.

## Rosa
| N. |                   | Ruolo | Calciatore            |
| -- | ----------------- | ----- | --------------------- |
|    | Italia (bandiera) | A     | Natale Biddau         |
|    | Italia (bandiera) | C     | Vittorio Bulla        |
|    | Italia (bandiera) | C     | Vinicio Clavarino     |
|    | Italia (bandiera) | D     | Guido Cornara         |
|    | Italia (bandiera) | A     | Tullio Costa          |
|    | Italia (bandiera) | A     | Mario Dalqui          |
|    | Italia (bandiera) | C     | Bruno De Negri        |
|    | Italia (bandiera) | C     | C. Filippini          |
|    | Italia (bandiera) | A     | Attilio Fossati (III) |
|    | Italia (bandiera) | A     | Riccardo Fossati (I)  |
|    | Italia (bandiera) | A     | Mario Lavagetto       |

| N. |                   | Ruolo | Calciatore           |
| -- | ----------------- | ----- | -------------------- |
|    | Italia (bandiera) | C     | Carlo Manfredini     |
|    | Italia (bandiera) | P     | Cristofero Narizzano |
|    | Italia (bandiera) | A     | Luigi Pantani        |
|    | Italia (bandiera) | A     | L. Pastorino         |
|    | Italia (bandiera) | D     | Bruno Piccone        |
|    | Italia (bandiera) | P     | Angiolino Remaggi    |
|    | Italia (bandiera) | D     | Erminio Rosso        |
|    | Italia (bandiera) | C     | Dino Sabattini       |
|    | Italia (bandiera) | C     | Bruno Solari         |
|    | Italia (bandiera) | D     | Luciano Testa        |
|    | Italia (bandiera) | C     | Giovanni Vanara      |